# West Bishop
West Bishop és una concentració de població designada pel cens dels Estats Units a l'estat de Califòrnia. Segons el cens del 2000 tenia 2.807 habitants.

## Demografia
Segons el cens del 2000, West Bishop tenia 2.807 habitants, 1.143 habitatges, i 883 famílies. La densitat de població era de 123,9 habitants/km².
Dels 1.143 habitatges en un 28,1% hi vivien nens de menys de 18 anys, en un 69,2% hi vivien parelles casades, en un 6,2% dones solteres, i en un 22,7% no eren unitats familiars. En el 19,6% dels habitatges hi vivien persones soles el 8,8% de les quals corresponia a persones de 65 anys o més que vivien soles. El nombre mitjà de persones vivint en cada habitatge era de 2,45 i el nombre mitjà de persones que vivien en cada família era de 2,81.
Per edats la població es repartia de la següent manera: un 22,9% tenia menys de 18 anys, un 3,9% entre 18 i 24, un 19,8% entre 25 i 44, un 33,7% de 45 a 60 i un 19,6% 65 anys o més.
L'edat mediana era de 47 anys. Per cada 100 dones de 18 o més anys hi havia 94,8 homes.
La renda mediana per habitatge era de 57.163 $ i la renda mediana per família de 63.446 $. Els homes tenien una renda mediana de 51.429 $ mentre que les dones 28.077 $. La renda per capita de la població era de 27.386 $. Entorn del 4,5% de les famílies i el 6,2% de la població estaven per davall del llindar de pobresa.

## Poblacions més properes
El següent diagrama mostra les poblacions més properes.